# Лорн (парафія, Нью-Брансвік)
Лорн (англ. Lorne) — парафія в Канаді, у провінції Нью-Брансвік, у складі графства Вікторія.

## Населення
За даними перепису 2016 року, парафія нараховувала 464 особи, показавши скорочення на 10,4%, порівняно з 2011-м роком. Середня густина населення становила 0,3 осіб/км².
З офіційних мов обидвома одночасно володіли 65 жителів, тільки англійською — 395, тільки французькою — 10. Усього 5 осіб вважали рідною мовою не одну з офіційних.
Працездатне населення становило 60,7% усього населення, рівень безробіття — 22,2% (27,6% серед чоловіків та 16,7% серед жінок). 79,6% осіб були найманими працівниками, а 20,4% — самозайнятими.
Середній дохід на особу становив $31 339 (медіана $23 168), при цьому для чоловіків — $36 349, а для жінок $26 272 (медіани — $30 208 та $18 432 відповідно).
48,3% мешканців мали закінчену шкільну освіту, не мали закінченої шкільної освіти — 16,9%, 34,8% мали післяшкільну освіту, з яких 16,1% мали диплом бакалавра, або вищий.
| Статево-вікова структура населення | Статево-вікова структура населення | Статево-вікова структура населення | Статево-вікова структура населення | Статево-вікова структура населення |
| ---------------------------------- | ---------------------------------- | ---------------------------------- | ---------------------------------- | ---------------------------------- |
|                                    |                                    |                                    |                                    |                                    |
| Всього                             | Всього                             | 48,4%51,6%                         |                                    |                                    |
| 0 — 14 років                       | 0 — 14 років                       |                                    | 7,4%                               | 7,4%                               |
| 15 — 64 років                      | 15 — 64 років                      |                                    | 63,8%                              | 63,8%                              |
| 65 і більше                        | 65 і більше                        |                                    | 28,7%                              | 28,7%                              |
| 85 і більше                        | 85 і більше                        |                                    | 2,1%                               | 2,1%                               |
| Середній вік (років)               | Середній вік (років)               | 52,252,5                           | 52,3                               | 52,3                               |
| Медіана (років)                    | Медіана (років)                    | 58,358,2                           | 58,3                               | 58,3                               |
| — чоловіки — жінки                 |                                    |                                    |                                    |                                    |

| Походження мешканців:     | Походження мешканців:     | Походження мешканців: | Походження мешканців: | Походження мешканців: |
| ------------------------- | ------------------------- | --------------------- | --------------------- | --------------------- |
| Походження                |                           |                       | осіб                  | %                     |
| Корінні американці        | Корінні американці        |                       | 55                    | 11%                   |
| Інше північноамериканське | Інше північноамериканське |                       | 320                   | 64%                   |
| Європейське               | Європейське               |                       | 280                   | 56%                   |
| британське                | британське                |                       | 250                   | 50%                   |
| французьке                | французьке                |                       | 130                   | 26%                   |
| українське                | українське                |                       | 10                    | 2%                    |

| Зайнятість населення за галузями (за класифікацією NOC): | Зайнятість населення за галузями (за класифікацією NOC): | Зайнятість населення за галузями (за класифікацією NOC): | Зайнятість населення за галузями (за класифікацією NOC): | Зайнятість населення за галузями (за класифікацією NOC): |
| -------------------------------------------------------- | -------------------------------------------------------- | -------------------------------------------------------- | -------------------------------------------------------- | -------------------------------------------------------- |
|                                                          |                                                          |                                                          |                                                          |                                                          |
| Управління                                               | Управління                                               |                                                          | 3,7%                                                     | 3,7%                                                     |
| Бізнес, фінанси та адміністрування                       | Бізнес, фінанси та адміністрування                       |                                                          | 5,6%                                                     | 5,6%                                                     |
| Природничі та прикладні науки                            | Природничі та прикладні науки                            |                                                          | 3,7%                                                     | 3,7%                                                     |
| Охорона здоров'я                                         | Охорона здоров'я                                         |                                                          | 7,4%                                                     | 7,4%                                                     |
| Освіта, правозахист, муніципальні та урядові служби      | Освіта, правозахист, муніципальні та урядові служби      |                                                          | 5,6%                                                     | 5,6%                                                     |
| Мистецтво, культура, відпочинок та спорт                 | Мистецтво, культура, відпочинок та спорт                 |                                                          | 3,7%                                                     | 3,7%                                                     |
| Роздрібна торгівля та послуги                            | Роздрібна торгівля та послуги                            |                                                          | 20,4%                                                    | 20,4%                                                    |
| Гуртова торгівля, транспорт та обладнання                | Гуртова торгівля, транспорт та обладнання                |                                                          | 22,2%                                                    | 22,2%                                                    |
| Природні ресурси, сільське господарство                  | Природні ресурси, сільське господарство                  |                                                          | 13%                                                      | 13%                                                      |
| Виробництво                                              | Виробництво                                              |                                                          | 16,7%                                                    | 16,7%                                                    |

## Клімат
Середня річна температура становить 2,5°C, середня максимальна – 20,9°C, а середня мінімальна – -20,7°C. Середня річна кількість опадів – 1 142 мм.
| Клімат поселення                              | Клімат поселення | Клімат поселення | Клімат поселення | Клімат поселення | Клімат поселення | Клімат поселення | Клімат поселення | Клімат поселення | Клімат поселення | Клімат поселення | Клімат поселення | Клімат поселення | Клімат поселення |
| Показник                                      | Січ.             | Лют.             | Бер.             | Квіт.            | Трав.            | Черв.            | Лип.             | Серп.            | Вер.             | Жовт.            | Лист.            | Груд.            |                  |
| Середній максимум, °C                         | −7,66            | −6,4             | 0,30             | 7,32             | 15,27            | 20,43            | 20,92            | 20,66            | 14,92            | 9,11             | 3,04             | −5,3             |                  |
| Середня температура, °C                       | −14,18           | −12,93           | −6,23            | 0,80             | 8,74             | 13,90            | 17,03            | 16,76            | 11,02            | 5,22             | −0,84            | −9,18            |                  |
| Середній мінімум, °C                          | −20,72           | −19,47           | −12,75           | −5,72            | 2,22             | 7,39             | 13,14            | 12,88            | 7,14             | 1,34             | −4,73            | −13,07           |                  |
| Норма опадів, мм                              | 97               | 69               | 80               | 80               | 91               | 101              | 121              | 109              | 104              | 97               | 100              | 93               |                  |
| Середньомісячна швидкість вітру, м/с          | 3.83             | 3.94             | 4.15             | 3.95             | 3.72             | 3.25             | 2.94             | 2.83             | 3.14             | 3.50             | 3.66             | 3.73             |                  |
| Середньомісячна сонячна радіація, кДж/м²·день | 4919             | 8200             | 12115            | 15560            | 18359            | 20182            | 19436            | 17156            | 12591            | 7752             | 4556             | 3710             |                  |
| --------------------------------------------- | ---------------- | ---------------- | ---------------- | ---------------- | ---------------- | ---------------- | ---------------- | ---------------- | ---------------- | ---------------- | ---------------- | ---------------- | ---------------- |
| Джерело:                                      |                  |                  |                  |                  |                  |                  |                  |                  |                  |                  |                  |                  |                  |